# مقام النبي يحيى
مقام النبي «يحيى» أو ضريح رأس «يوحنا المعمدان» هو معلم ومزار ديني للمسلمين والمسيحيين على حد سواء، موجود في قلب الجامع الأموي في دمشق، سوريا.
إلاّ أنه لا توجد أية وثيقة تاريخية  تثبت أن هذا الضريح هو لرأس النبي يحيى بن زكريا كما يقال.

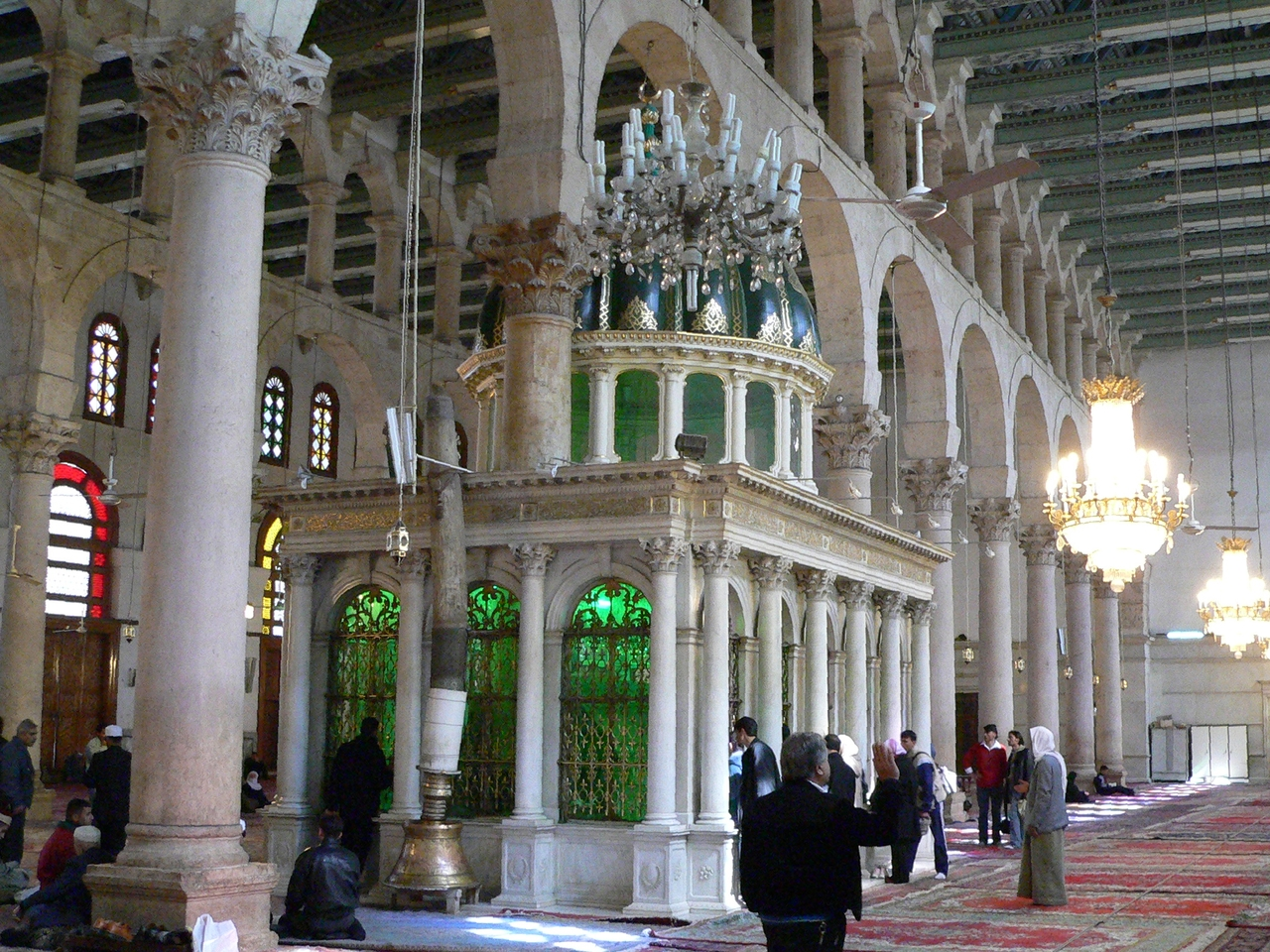
مقام النبي يحيى في المسجد الأموي، دمشق

## خلفية تاريخية
في داخل حرم الجامع الأموي بالقسم الشمالي يقع مقام النبي "يحيى" وقد أقيم عليه قبة وبناء يشبه القلعة، ذكر المؤرخين العرب في كتبهم أن بعض العمال أثناء بناء المسجد عثروا على مغارة بنفس مكان القبر لأن كنيسة "يوحنا المعمدان" كانت قد تراجعت عمرانياً أيام الفتوحات الإسلامية فنزل إليها "الوليد بن عبد الملك" فوجدوا صندوقاً فيه سلة بداخلها رأس سليم الجلد والشعر الملامح مكتوب عليه أنه رأس "يحيى بن زكريا" فأمر "الوليد" بتركه على حاله وجعل عموداً قائماً على المغارة كعلامة مميزة ثم وضع فوقه تابوت ودوّن عليه اسم النبي "يحيى ابن زكريا.

## وصف المقام
ذكر «ابن كثير» أن «الوليد» أخذ ربع تقدمات الدمشقيين المالية لمدة تسع سنين، وكانت «خمسة وأربعين ألفاً» يستعين بها على عمارة «الجامع الأموي» وخصص منها لإعمار مقام النبي «يحيى». المقام تم بنائه بشكل مستطيل ووضع على طرفه الطولي ستة أعمدة من الرخام، وعلى رأس كل عمود يوجد تاج من الحجر الرخامي، وأما على طرفه العرضي تم إنشاء أربعة أعمدة على كل واحد منها تاج من الرخام أيضاً، بين كل عمود وآخر.
يوجد سياج حديدي مزخرف مطلي بلون الذهب وخلف السياج يوجد زجاج لرؤية القبر من الداخل. القبر من الداخل مغطى بقماش أخضر اللون ومكتوب عليه بعض الآيات الكريمة وارتفع فوق البناء قبة متوسطة الحجم وكتب على المقام من الخارج هذا مقام رأس نبي الله «يحيى بن زكريا عليه السلام».
يوجد بقرب القبر جرن حجري كبير وأمامه صخرة أسطوانية الشكل كان المسيحيين يعمّدون به، وعلى الصخرة كان يقف الطفل أمام الشعب المؤمن ويباركه الكاهن وبعد الانتهاء من العماد أي التغطيس بالمياه كانوا يسحبون غطاء صغير من داخل الجرن لتذهب المياه المباركة من قاع الجرن عبر مصرف إلى أراضي زراعية حول الكنيسة قديماً وهذا الجرن والحجر مازالوا موجودين إلى هذا اليوم، وبعد الحريق الكبير الذي تعرض له الجامع تم بناء قبة لطيفة فوق المقام.